# Christa Holtei
Christa Holtei (* 11. März 1953 in Düsseldorf) ist eine deutsche Schriftstellerin und Übersetzerin.

## Leben
Holtei studierte Anglistik und Romanistik, Philosophie und Pädagogik. Längere Zeit arbeitete sie an der Heinrich-Heine-Universität Düsseldorf. Seit 1994 arbeitet sie als freie Autorin. Ihre Schwerpunkte sind Bilderbücher, Kinderbücher und Kinder-Sachbücher. Einige ihrer Bücher wurden unter anderem ins Englische, Spanische, Dänische und Chinesische übersetzt.

## Auszeichnungen
- 2006: Nominierung zum Deutschen Jugendliteraturpreis für Das große Familienbuch der Feste und Bräuche
- 2009: Bank Street College, New York, Best Children’s Books of the Year (USA) für Nanuk flies home
- 2010: Nominierung zum Jugend-Sachbuchpreis für Willkommen in der Bücherei!
- 2011: Build-A-Bear Workshop, Bearemy’s Book Club Winter Animals Spotlight (USA) für Nanuk flies home
- 2012: Nominierung zum Rheinischen Literaturpreis Siegburg für Ermittlung Bilderdieb
- 2012: Nominierung zum Jugend-Sachbuchpreis für Willkommen im Theater!
- 2013: Nominierung zum Jugend-Sachbuchpreis für In die neue Welt
- 2015: Nominierung für Capitol Choices: Outstanding Titles for Children and Teens (USA) für In the New World

## Werke (Auswahl)

### Bücher für Erwachsene
- Mörderjahr. Düsseldorf 1929, Droste Verlag, Düsseldorf 2023, ISBN 978-3-7700-2529-9. (Historischer Roman über den Serienmörder Peter Kürten im Düsseldorf der Goldenen Zwanziger)
- Sommer ohne Kaiserwetter. Düsseldorf 1902, Droste Verlag, Düsseldorf 2021, ISBN 978-3-7700-2285-4. (Historischer Roman zur Zeit der  Industrie- und Gewerbeausstellung Düsseldorf im Jahr 1902)
- Drei Tage im November. Düsseldorf 1811, Droste Verlag, Düsseldorf 2019, ISBN 978-3-7700-2111-6. (Historischer Roman über den Besuch Napoleon Bonapartes im Jahr 1811 in Düsseldorf)
- Die Düsseldorfer Malerschule. Kunst – Geschichte – Leben, Droste Verlag, Düsseldorf 2017, ISBN 978-3-7700-1598-6. (Sachbuch zur hundertjährigen Geschichte der Düsseldorfer Malerschule)
- Das Spiel der Täuschung. Düsseldorf 1834. Droste, Düsseldorf 2015, ISBN 978-3-7700-1542-9. (Historischer Roman über das Wirken der Düsseldorfer Malerschule, Wilhelm von Schadows, Felix Mendelssohn Bartholdys und Karl Leberecht Immermanns 1834 in Düsseldorf)

### Bilderbücher
- Nanuk will fliegen. Bilder von Astrid Vohwinkel. Thienemann, Stuttgart 2005, ISBN 3-522-43489-7.
- Ein Tag im Mittelalter. Bilder von Astrid Vohwinkel. Lesemaus Abenteuer Geschichte(n). Carlsen, Hamburg 2006, ISBN 3-551-08868-3.
- Ein Tag auf der Ritterburg. Bilder von Astrid Vohwinkel. Lesemaus Abenteuer Geschichte(n). Carlsen, Hamburg 2008, ISBN 978-3-551-08996-0.
- Ein Tag auf dem Piratenschiff. Bilder von Astrid Vohwinkel. Lesemaus Abenteuer Geschichte(n). Carlsen, Hamburg 2010, ISBN 978-3-551-08914-4.
- Die Straße. Eine Bilderreise durch 100 Jahre. Illustrationen von Gerda Raidt. Beltz & Gelberg, Weinheim 2011, ISBN 978-3-407-79444-4.
- In die neue Welt. Eine Familiengeschichte in zwei Jahrhunderten. Illustrationen von Gerda Raidt. Beltz & Gelberg, Weinheim 2013, ISBN 978-3-407-75367-0.

### Kinderbücher
- Der Pfefferdieb. Ein Mitratekrimi aus dem Mittelalter. Bilder von Volker Fredrich. DTV, München 2006, ISBN 3-423-71178-7.
- Der verschwundene Papyrus. Ein Mitratekrimi aus dem Alten Ägypten. Bilder von Volker Fredrich. DTV, München 2007, ISBN 978-3-423-71262-0.
- Skandal in Olympia. Ein Mitratekrimi aus dem Alten Griechenland. Bilder von Volker Fredrich. DTV, München 2008, ISBN 978-3-423-71301-6.
- Die Schatulle des Pharao. Ein Abenteuer aus dem alten Ägypten. Bilder von Volker Fredrich. DTV, München 2008, ISBN 978-3-423-76011-9.
- Die magische Maske. Ein Abenteuer aus dem Alten Griechenland. Bilder von Volker Fredrich. DTV, München 2009, ISBN 978-3-423-07721-7.
- Das Buch mit dem Karfunkelstein. Ein Mitratekrimi aus dem Mittelalter. Bilder von Volker Fredrich. DTV, München 2011, ISBN 978-3-423-71440-2.
- Ermittlung Bilderdieb. Eine Düsseldorfer Geschichte. Droste, Düsseldorf 2011, ISBN 978-3-7700-1413-2.
- Das Zeichen des fremden Ritters. Ein Mitratekrimi aus dem Mittelalter. Bilder von Volker Fredrich. DTV, München 2011, ISBN 978-3-423-71477-8.

### Kinder-Sachbücher
- ABC-Suppe und Wortsalat. Geschichten, Spiele und Gedichte rund um die Sprache. Bilder von Carola Holland. Patmos, Düsseldorf 2006, ISBN 3-491-38081-2.
- Ein Tag bei den Römern. Bilder von Günther Jakobs. Sauerländer, Düsseldorf 2008, ISBN 978-3-7941-9136-9.
- Willkommen im Schloss! Bilder von Günther Jakobs. Thienemann, Stuttgart 2008, ISBN 978-3-522-43585-7.
- Zu Besuch bei den Ägyptern. Bilder von Günther Jakobs. Sauerländer, Düsseldorf 2009, ISBN 978-3-7941-9158-1.
- Ritterleben auf der Burg. Ein abenteuerliches Sach- und Mitmachbuch. Bilder von Volker Fredrich. Sauerländer, Mannheim 2010, ISBN 978-3-7941-9180-2.
- Warum klappert die Mühle am rauschenden Bach? Kinderlieder und ihre Geschichte. Bilder von Tilman Michalski. Sauerländer, Mannheim 2010, ISBN 978-3-7941-7644-1.
- Willkommen in der Bücherei! Bilder von Günther Jakobs. Thienemann, Stuttgart 2010, ISBN 978-3-522-43615-1.
- Willkommen im Theater! Bilder von Günther Jakobs. Thienemann, Stuttgart 2012, ISBN 978-3-5224-3713-4.

### Familienbücher
- Das große Familienbuch der Feste und Bräuche. Bilder von Tilman Michalski. Patmos, Düsseldorf 2005; Sauerländer, Mannheim 2010, ISBN 978-3-7941-7308-2.
- Das große Familienbuch der Weihnachtslieder. Bilder von Tilman Michalski. Sauerländer, Düsseldorf 2008, ISBN 978-3-7941-7629-8.
- Das große Familienbuch der Weltreligionen. Feste und Bräuche aus der ganzen Welt. Bilder von Tilman Michalski. Sauerländer, Mannheim 2011, ISBN 978-3-7941-7315-0.

## Übersetzungen (Auswahl)

### Kinder- und Jugendbücher
- William Corlett: Die Stufen im Kamin. DTV, München 2001; 2. Aufl. 2011, ISBN 978-3-423-71483-9 (Das Haus des Magiers, Band 1).
- William Corlett: Die Tür im Baum. DTV, München 2002; 2. Aufl. 2011, ISBN 978-3-423-71484-6 (Das Haus des Magiers, Band 2).
- William Corlett: Der Tunnel hinter dem Wasserfall. DTV, München 2002, ISBN 3-423-70703-8 (Das Haus des Magiers, Band 3).
- William Corlett: Die Brücke in den Wolken. DTV, München 2002, ISBN 3-423-70714-3 (Das Haus des Magiers, Band 4).
- Julie Hearn: Nell oder Die Gabe der Mainacht. DTV, München 2006, ISBN 3-423-70998-7.
- Gill Arbuthnott: Tochter der Hüter. Chicken House, Hamburg 2010, ISBN 978-3-551-52018-0.
- Hergé: Die Abenteuer von Tim und Struppi. Die verschwundenen Brieftaschen. Carlsen, Hamburg 2011, ISBN 978-3-551-73393-1.
- Hergé: Die Abenteuer von Tim und Struppi. Gefahr auf See. Carlsen, Hamburg 2011, ISBN 978-3-551-73394-8.
- Hergé: Die Abenteuer von Tim und Struppi. Tim auf der Flucht. Carlsen, Hamburg 2011, ISBN 978-3-551-73395-5.

### Sachbücher für Kinder
- Peter Kent: Quer durch die Stadt. Eine Entdeckungsreise von der Steinzeit bis heute. Kinderbuchverlag, Luzern 1996, ISBN 3-276-00170-5.
- Philipp Ardagh: Das geheime Tagebuch des Tutenchamun. Kinderbuchverlag, Luzern 1999, ISBN 3-276-00187-X.
- Stephen Parker: Tagebuch einer Ameise. Kinderbuchverlag, Luzern 2000, ISBN 3-276-00217-5.
- Richard Platt: Mein Leben auf dem Piratenschiff. Carlsen, Hamburg 2001, ISBN 3-551-20978-2.
- Susan und Peter Barrett: Natur im Panorama. Der Wald bei Tag und Nacht. Patmos, Düsseldorf 2003, ISBN 3-491-42011-3.
- Sean Callery: Knack den Code: Hieroglyphen. Das Geheimnis der goldenen Katze. Sauerländer, Mannheim 2011, ISBN 978-3-7941-9176-5.
- Robert Curran: Geheimwissen Werwölfe. Sauerländer, Mannheim 2011, ISBN 978-3-7941-9191-8.
- Robert Curran: Geheimwissen Vampire. Sauerländer, Mannheim 2011, ISBN 978-3-7941-9190-1.